# Hala Sultan Tekke
L'Hala Sultan Tekke o Moschea di Umm Haram (in greco Τεκές Χαλά Σουλτάνας?, Tekés Chalá Soultánas; in turco Hala Sultan Tekkesi) è una moschea e un complesso di tekke sulla riva occidentale del lago salato di Larnaca, a Larnaca, Cipro. Umm Haram (in turco Hala Sultan) era la moglie di Ubada bin al-Samit, un Ṣaḥāba del profeta islamico Maometto, e sorella adottiva della madre di Maometto, Aminah bint Wahb.
Il complesso Hala Sultan Tekke è composto da una moschea, un mausoleo, un minareto, un cimitero e alloggi per uomini e donne. Il termine tekke (convento) si applica a un edificio progettato specificamente per gli incontri di una confraternita sufi, o tariqa, e potrebbe essere riferito a una caratteristica precedente del luogo. L'attuale complesso, aperto a tutti e non appartenente ad un unico movimento religioso, giace in un ambiente sereno sulle sponde del Lago salato di Larnaca, che risulta essere un sito importante anche nella preistoria. L'Hala Sultan Tekke è classificato come monumento antico.

## Storia

### Il sito nella preistoria
Durante la seconda metà del II millennio a.C., l'area dell'Hala Sultan Tekke fu utilizzata come cimitero dalle persone che abitavano in un sito archeologico noto come Dromolaxia Vizatzia, una grande città della tarda età del bronzo a poche centinaia di metri a ovest. Identificato originariamente come sito archeologico a seguito di saccheggi nel 1890, furono scavate numerose tombe risalenti alla tarda età del bronzo (intorno al 1650-1100 a.C.) con un ricco contenuto dal British Museum nel 1897-1898 diretto da Henry Beauchamp Walters e poi da John Winter Crowfoot; i reperti furono divisi tra il British Museum e il Cyprus Museum. L'insediamento contemporaneo è stato identificato dall'archeologo svedese Arne Furumark nel 1947 e da alcuni scavi preliminari condotti dal Dipartimento delle Antichità. Una parte di questa città è stata oggetto di scavi dagli anni '70 in poi da parte di una missione archeologica svedese guidata dal professor Paul Åström, e si è rivelata un importante centro urbano di Cipro della tarda età del bronzo.
Gli scavi più recenti all'Hala Sultan Tekke sono stati effettuati dal Professor Peter M. Fischer dell'Università di Göteborg, Svezia (2010-2012- ... si veda www.fischerarchaeology.se). I risultati degli scavi sono stati pubblicati annualmente sulla rivista Opuscula. Annuale degli Istituti Svedesi di Atene e Roma. Nel 2018, Fischer ha scoperto diverse tombe nel sito che sono state esplorate attentamente. Le tombe risalgono al 1500 e al 1350 a.C. e contenevano reperti dell'età del bronzo che testimoniano l'esteso commercio di merci esistente all'epoca.
Rilievi radar (2010-2012) hanno dimostrato che la città era una delle più grandi della tarda età del bronzo (circa 1600-1100 a.C.), e grande forse 50 ettari. Un'altra indagine archeologica condotta dal Dipartimento delle Antichità sotto il quartiere femminile dell'Hala Sultan Tekke ha rivelato i resti di edifici datati al tardo periodo arcaico, classico ed ellenistico (VI-I secolo a.C.). Diversi reperti indicano che il sito potrebbe essere stato utilizzato come santuario, ma la scala limitata delle indagini preclude conclusioni definitive sul suo utilizzo. 

### Hala Sultan Tekke
La maggior parte dei resoconti stabilisce un collegamento tra il sito e la morte di Umm Haram durante le prime incursioni arabe a Cipro sotto il califfo Muawiyah tra il 647 e il 649, che furono successivamente perseguite durante il periodo omayyade e abbaside. Secondo questi resoconti, Umm Haram, essendo molto anziana, era caduta dal suo mulo ed era morta durante un assedio di Larnaca. Successivamente fu sepolta dove morì. Secondo la credenza sciita, la sua tomba si trova all'interno del cimitero di Jannatul Baqi a Medina, in Arabia Saudita.
Durante l'amministrazione ottomana di Cipro, fu costruito un complesso di moschee in più fasi attorno alla tomba. La tomba fu scoperta nel XVIII secolo dal derviscio chiamato Sheikh Hasan, che qui costruì anche la prima struttura. Il derviscio Hasan riuscì a convincere le autorità amministrative e religiose della natura sacra del sito e, con il permesso ricevuto, costruì il santuario attorno alla tomba nel 1760 e lo fece decorare. Le recinzioni di legno intorno alla tomba sarebbero state costruite dal governatore ottomano del XIX secolo a Cipro, Seyyid Elhac Mehmed Agha, che furono sostituite da recinzioni in bronzo e da due porte dal suo successore Acem Ali Agha.
In un altro racconto, Giovanni Mariti, che visitò Cipro tra il 1760 e il 1767, scrisse che il santuario fu costruito dal governatore di Cipro che chiama Ali Agha. Secondo Mariti, fino al 1760 usarono come materiale da costruzione le pietre di una chiesa eretta in un villaggio in rovina nelle vicinanze. In un'altra fonte, si afferma che la costruzione della moschea fu avviata dal governatore di Cipro Seyyid Mehmed Emin Efendi in classico stile ottomano e fu completata nel novembre 1817.
Gli edifici ausiliari sono stati restaurati nel 2004 e la moschea e il minareto sono in fase di restauro. Entrambe queste iniziative sono state realizzate con il sostegno del Programma di sviluppo bicomunale, finanziato dall'USAID e dall'UNDP, e attuato attraverso l'UNOPS.

## Disposizione

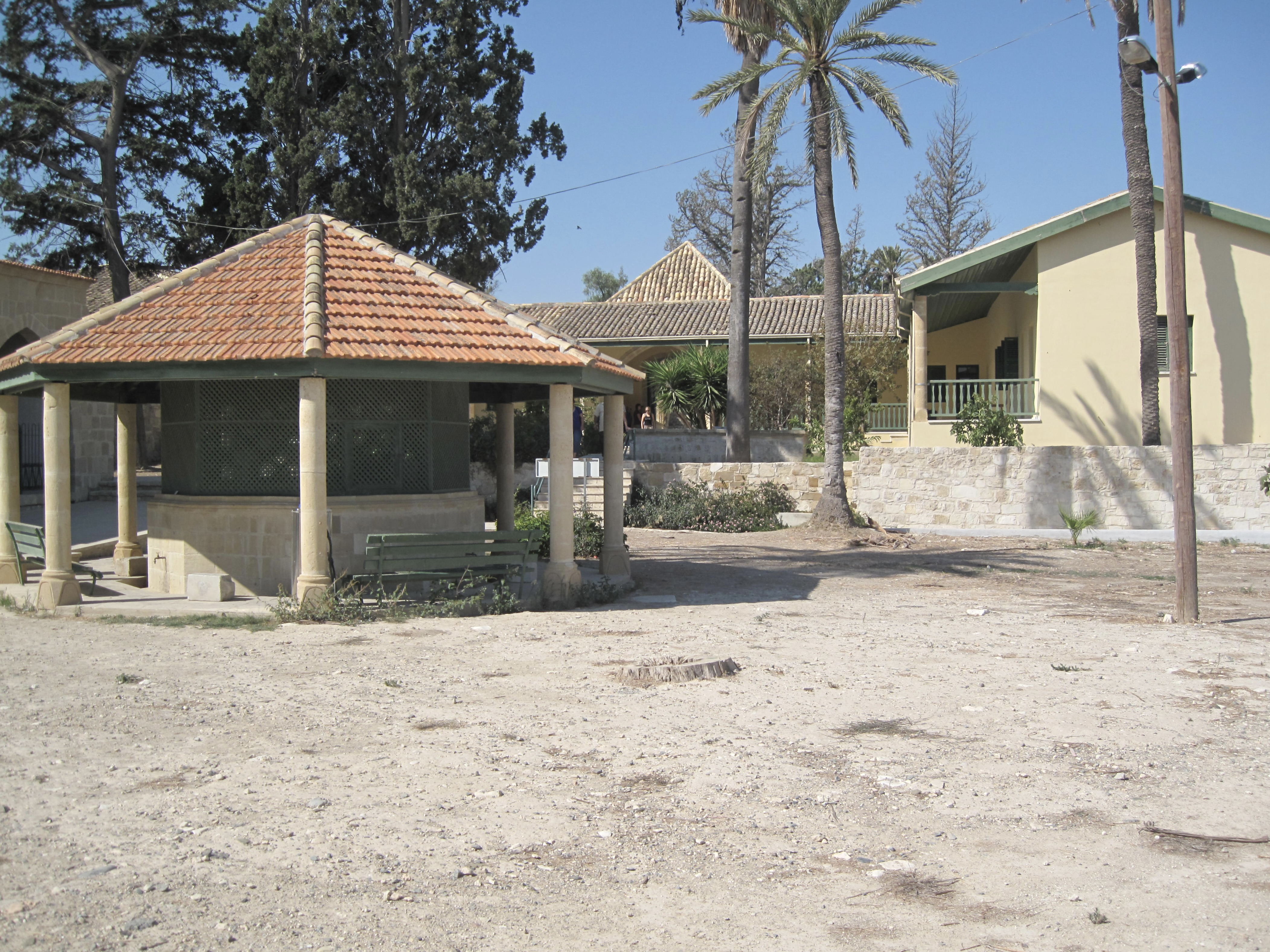

Sopra il cancello d'ingresso al giardino Tekke c'è un'iscrizione ottomana datata 4 marzo 1813. Il monogramma del sultano Mahmud II appare su entrambi i lati dell'iscrizione e recita: "L'Hala Sultan Tekke è stato costruito dal grande governatore ottomano amato di Dio di Cipro". Il giardino stesso è stato progettato da un pascià e divenne noto come "giardino del pascià". Il complesso di edifici adiacenti al Tekke era conosciuto come "Gülşen-Feyz" (il roseto della pienezza o dell'illuminazione). A nord (sinistra) dell'ingresso c'era una foresteria per uomini. Sul lato destro dell'ingresso c'era un'altra foresteria di cui un isolato era riservato agli uomini (selamlik ) e l'altro alle donne (haremlik). Era consuetudine per i visitatori prestare giuramento di dedizione per servire l'Hala Sultan Tekke se i loro desideri fossero stati esauditi. La moschea a cupola è di forma quadrata con balcone ed è stata costruita in blocchi di pietra gialla. Il minareto è stato restaurato nel 1959.
La tomba di Umm Haram si trova dietro il muro della moschea della qibla (in direzione della Mecca). Qui si trova un'ulteriore iscrizione datata 1760. Accanto a lei, ci sono altre quattro tombe, due delle quali di ex sceicchi. Un'altra importante tomba è un sarcofago marmoreo a due livelli, recante la data 12 luglio 1929. La tomba appartiene ad Adile Hüseyin Ali, moglie turca di Hussein bin Ali, sceriffo della Mecca della casa hashemita, nipote del gran visir ottomano Koca Mustafa Reşid Pascià e discendente di Maometto. All'angolo orientale della moschea e del Tekke c'è un cimitero, che fu chiuso alle sepolture intorno al 1899. Qui sono sepolti numerosi ex amministratori turchi.
Di fronte alla moschea si trova una fontana ottagonale, costruita intorno al 1796-1797 dall'allora governatore di Cipro Silahtar Kaptanbaşı Mustafa Agha. Le informazioni sulla costruzione sono riportate sull'iscrizione marmorea posta sulla fontana. Su un'altra iscrizione datata 1895, recentemente scoperta nel giardino di Tekke, è scritto che l'infrastruttura per l'immissione dell'acqua fu costruita su istruzione del sultano Abdülhamid II.

## Significato
Pur essendo riconosciuta come un luogo sacro per i musulmani turco-ciprioti, la moschea è stata anche descritta da fonti secolari contemporanee come venerata da tutti i musulmani. In una valutazione del patrimonio ambientale e culturale di Cipro, il professor George E. Bowen, uno studioso Fulbright senior presso l'Università del Tennessee, ha indicato l'Hala Sultan Tekke come il terzo luogo più sacro per i musulmani nel mondo. Questo punto di vista è stato ripreso da altre fonti compreso il Programma di sviluppo delle Nazioni Unite a Cipro e il Dipartimento delle antichità dell'amministrazione cipriota. Altri descrivono il sito come il quarto più importante nel mondo islamico, dopo La Mecca, Medina e Gerusalemme. Poiché il sito si trova nel settore greco non musulmano dell'isola divisa, le visite di pellegrinaggio al sito sono meno frequenti.
Oltre agli interventi a livello imperiale e di amministratori di alto rango per il mantenimento e lo sviluppo del complesso, durante l'Impero ottomano, le navi battenti bandiera ottomana appendevano le loro bandiere a mezz'asta al largo delle coste di Larnaca e salutavano l'Hala Sultan con colpi di cannone.

## Galleria d'immagini

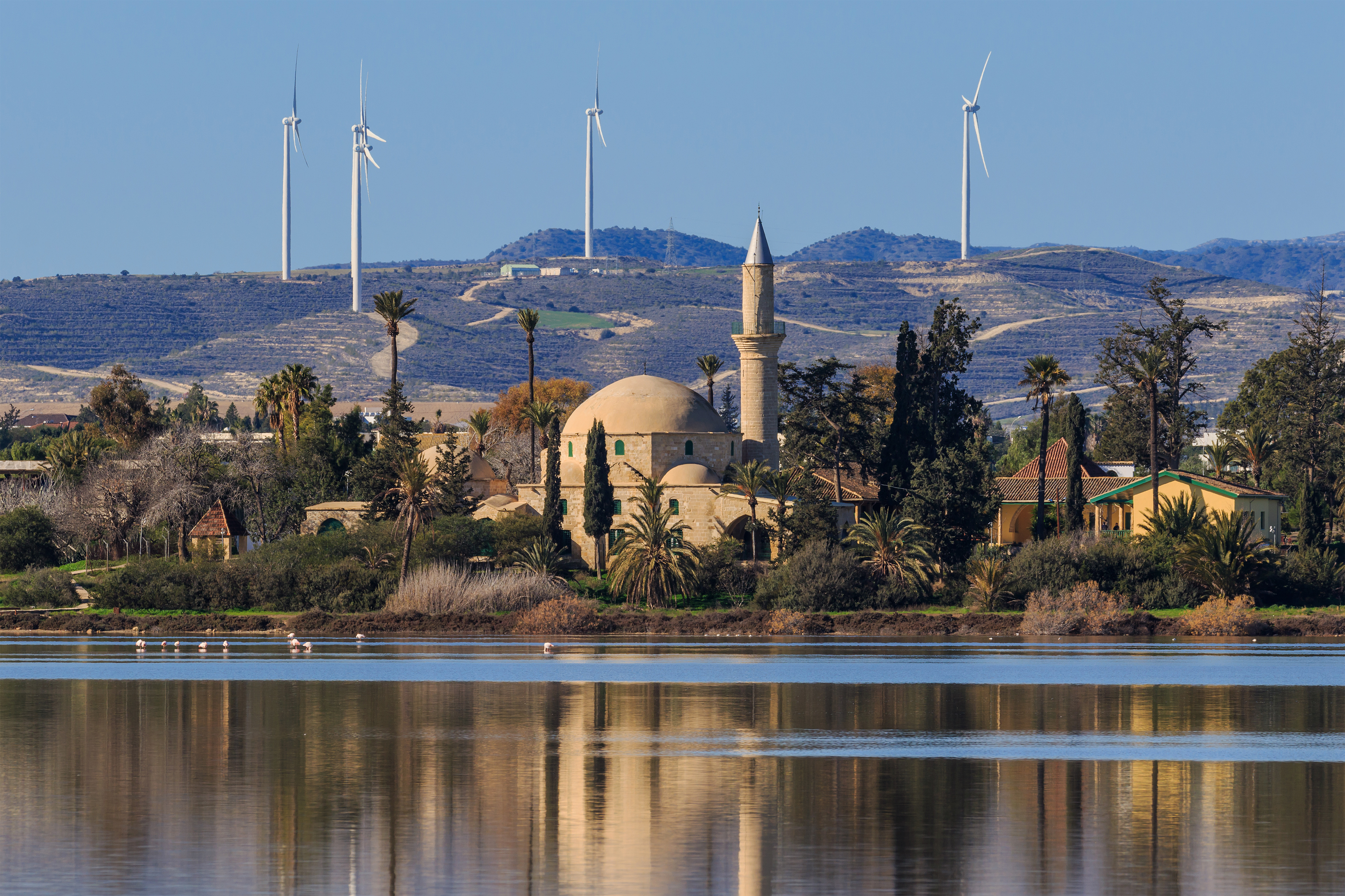
Hala Sultan Tekke con il lago salato di Larnaca in primo piano
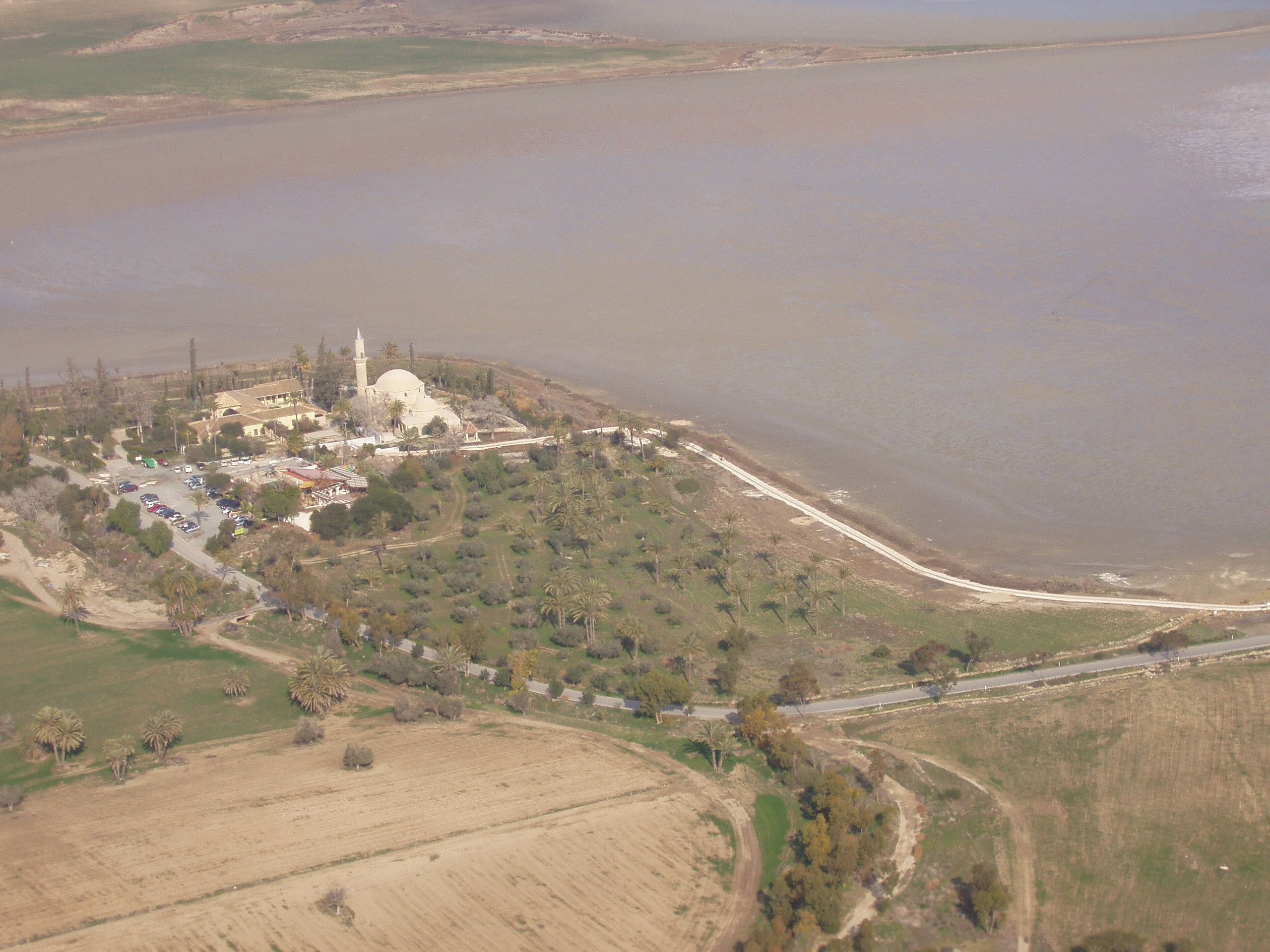
Foto aerea del Lago salato di Larnaca (in inverno) con Hala Sultan Tekke
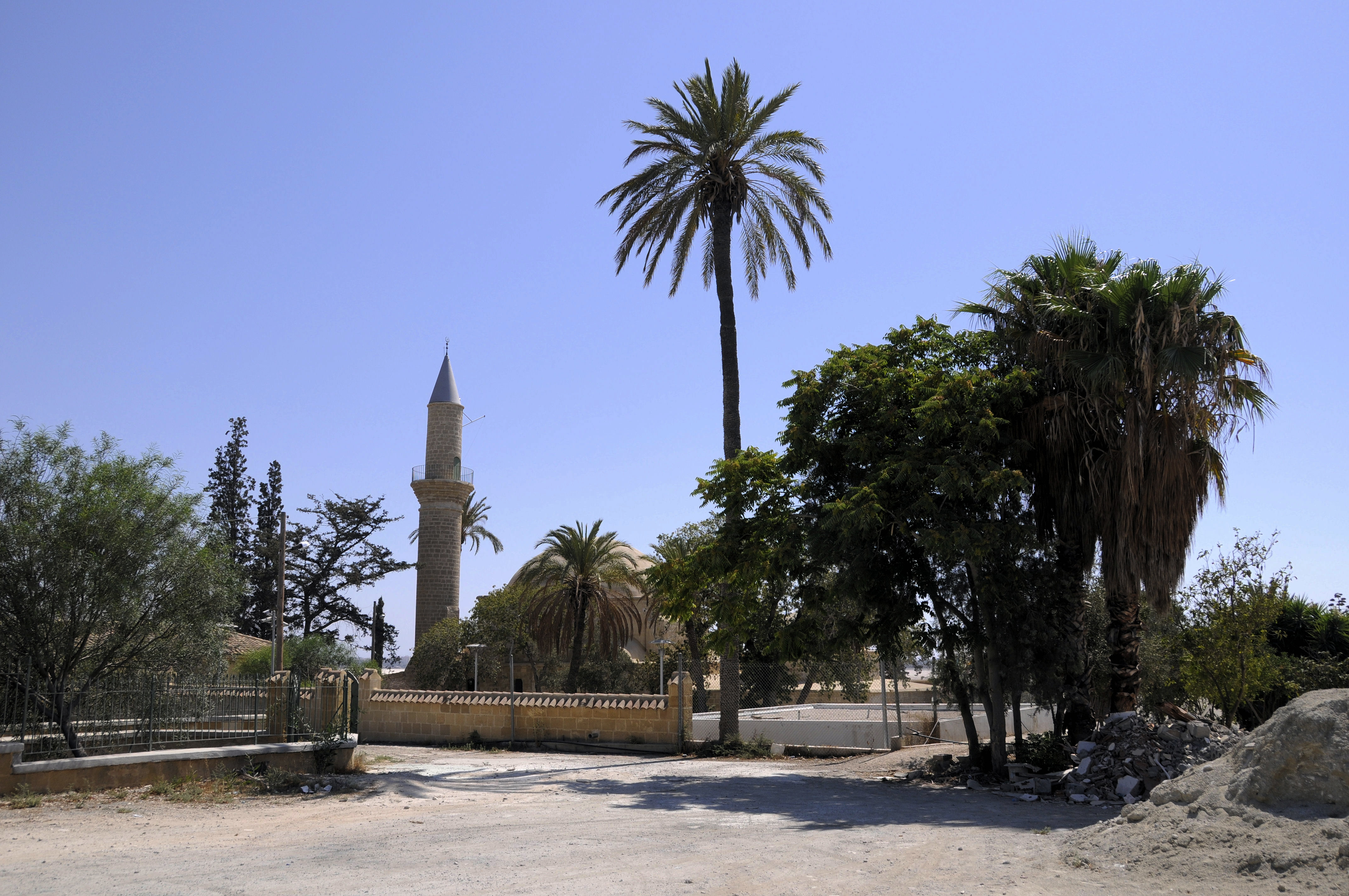
L'Hala Sultan Tekke.
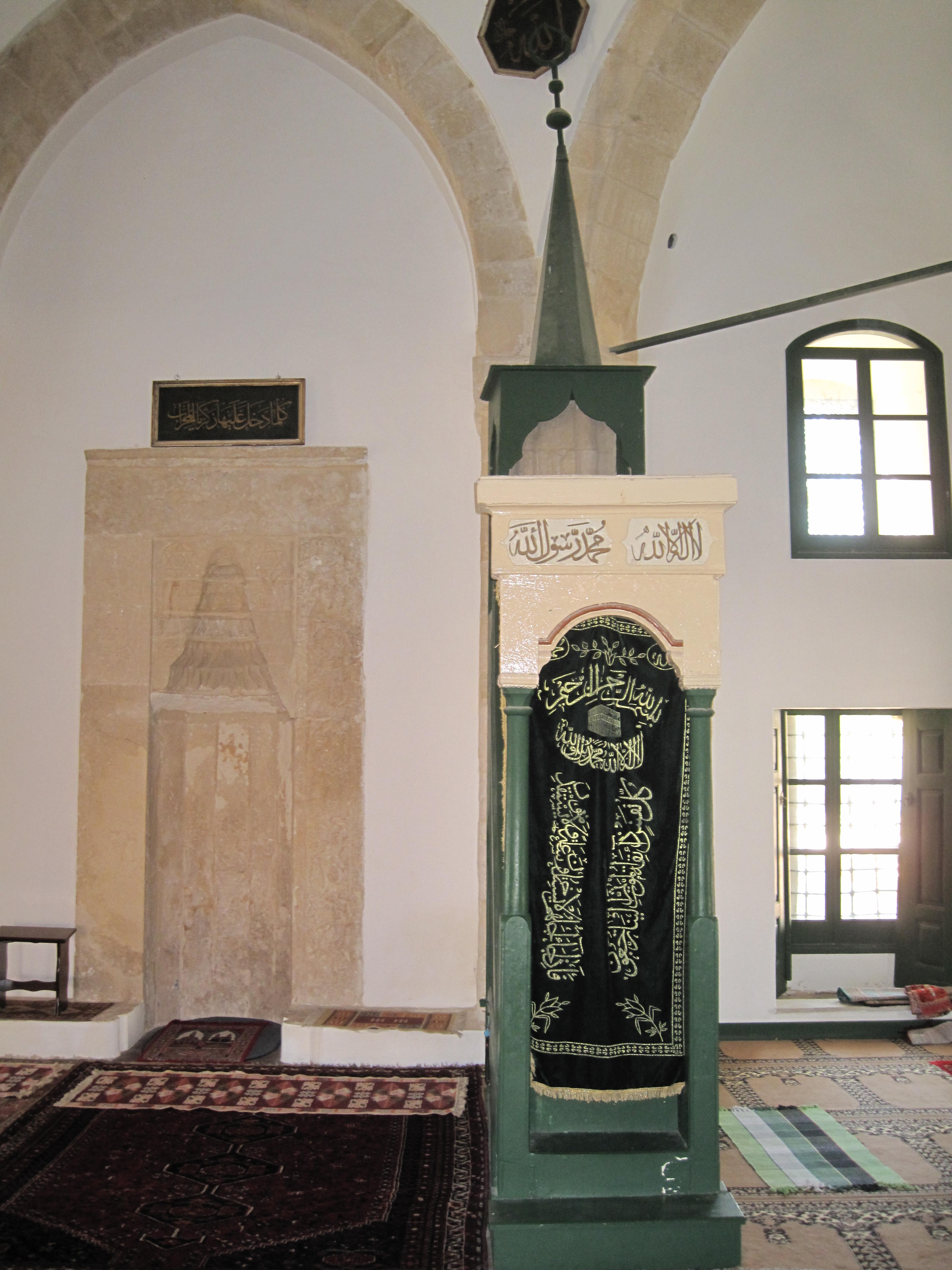
All'interno dell'Hala Sultan Tekke